# South Mansfield
South Mansfield – wieś w Stanach Zjednoczonych, w stanie Luizjana, w parafii DeSoto.